# Metamorphosis (Mercenary-Album)
Metamorphosis ist das sechste Studioalbum der dänischen Melodic-Death-Metal-Band Mercenary. Es wurde am 25. Februar 2011 durch NoiseArt Records veröffentlicht.

## Entstehung
Das Album entstand unter schwierigen Umständen. Als die Musiker die ersten Ideen für neue Lieder sammelte, stellte sich heraus, dass die Bandmitglieder die Musik in unterschiedliche Richtungen weiterentwickeln wollten. Als Folge daraus verließen im November 2009 der Schlagzeuger Mike Park Nielsen und die Sandager-Brüder Mikkel (Gesang) und Morten (Keyboards) die Gruppe. Den Posten am Schlagzeug übernahm Morten Løwe Sørensen, der unter anderem bei den Bands The Arcane Order und Submission spielte. Den Gesang übernahm der Bassist René Pedersen.
Im Frühjahr und Sommer 2010 überarbeiteten die Musiker das bereits bestehende Songmaterial. Härtere Lieder wie „Through the Eyes of the Devil“ und „On the Edge of Sanity“ gaben dabei die Richtung für die weiteren Lieder vor. Die Aufnahmen fanden in den Hansen Studios in der dänischen Stadt Ribe statt. Produziert und gemischt wurde Metamorphosis von Jacob Hansen. Sämtliche Keyboards wurden von Kim Olesen von der Band Anubis Gate eingespielt. Laut René Pedersen soll der Albumtitel den Neuanfang der Band darstellen. Auf dem Albumcover wird dieser Prozess durch den Vogel Phönix dargestellt.

## Titelliste
1. Through the Eyes of the Devil – 5:11
2. The Follower – 4:37
3. In a River of Madness – 5:59
4. Memoria – 5:42
5. Velvet Lies – 6:52
6. In Bloodred Shades – 4:39
7. Shades of Grey – 5:34
8. On the Edge of Sanity – 4:22
9. The Black Brigade – 5:44

## Rezeption
Metamorphosis wurde von der Fachpresse überwiegend mit positiven Kritiken versehen.
Uwe „Buffo“ Schnädelbach vom Magazin Rock Hard schrieb in seiner Rezension, dass „die Band in Sachen Songwriting den Spagat zwischen Anspruch und Kommerz, Härte und Melodie wieder nahezu perfekt auf die Reihe kriegt“. Mercenary seien „zweifelsfrei die besseren In Flames“, wofür Schnädelbach neun von zehn Punkten vergab. Für den Rezensenten Eckardt von Onlinemagazin metal.de ist Metamorphosis eine „überzeugende Darbietung als Quartett, starke Songs, und das alles verpackt in einen kraftvollen, modernen Sound“. Er vergab acht von zehn Punkten.
Negativ äußerte sich Thomas Meyns von Onlinemagazin Metalnews. Er kritisierte, dass das Album „von vorne bis hinten durchkonstruiert wirkt“ und dass die „handzahme Radiotauglichkeit den Liedern die Nachhaltigkeit raubt“. Meyns vergab 4,5 von sieben Punkten. Sebastian Kessler vom Magazin Metal Hammer bemängelte, dass sich „nach den zwei ersten starken Songs mehr und mehr Belanglosigkeiten einschleichen“ und dass dem Album „über die gesamte Spielzeit die Luft ausgeht“. Kessler vergab vier von sieben Punkten.